# Tabakowy Chodnik

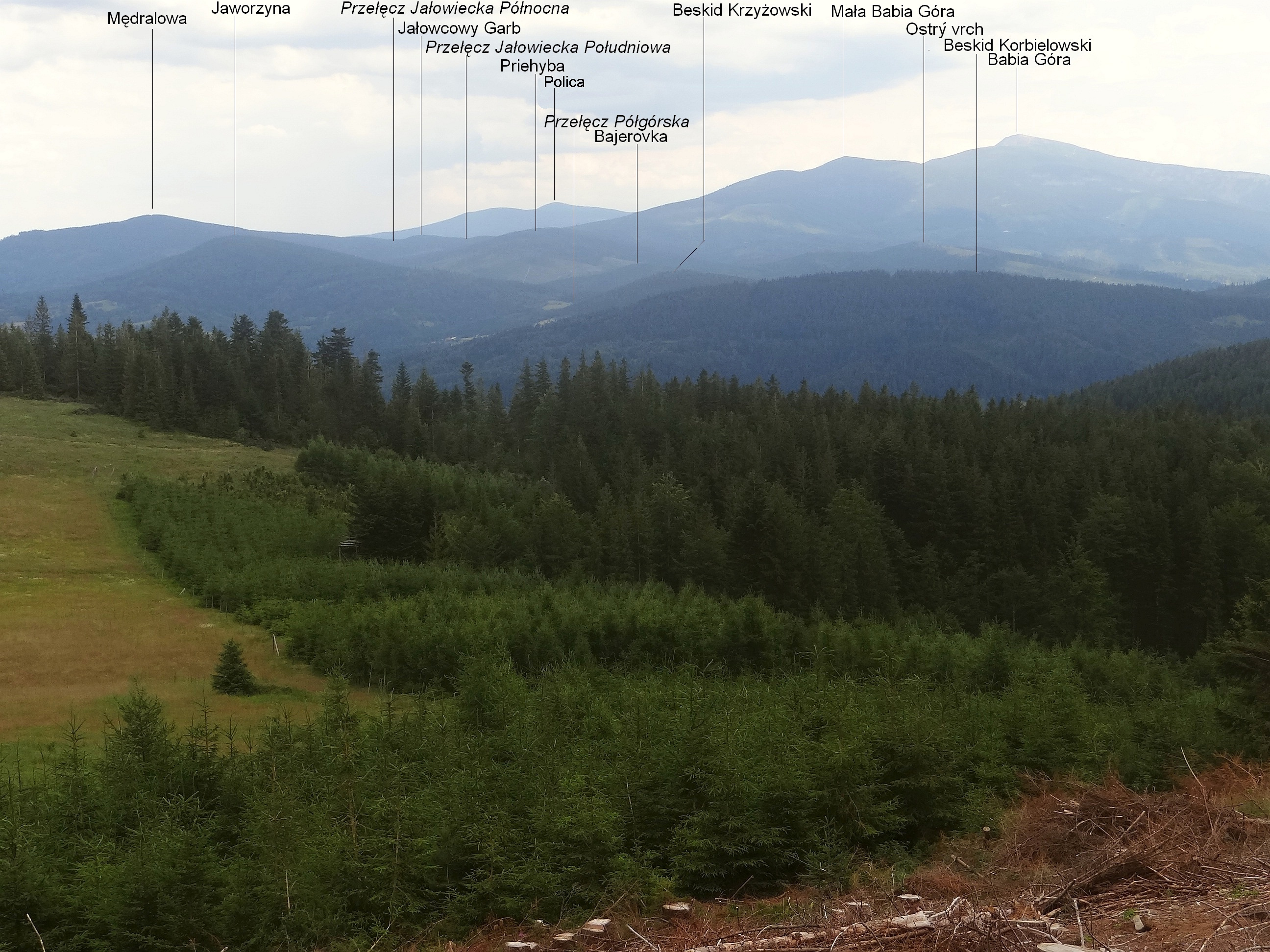
Tereny, przez które wiódł Tabakowy Chodnik

Tabakowy Chodnik – szlak przemytniczy, którym przemycano tytoń z Galicji na Węgry. Chodnik ten wiódł leśną dróżką od obecnego schroniska schroniska PTTK na Hali Krupowej przez Policę i Przełęcz Jałowiecką aż do Zubrzycy Górnej na Orawie i dalej przez granicę węgierską (obecnie słowacką). W okresie międzywojennym Tabakowym Chodnikiem z Czechosłowacji do Polski przemycano obuwie oraz kamyczki do zapalniczek